# Murato
Murato (korsisch Muratu) ist eine Gemeinde mit 564 Einwohnern (Stand 1. Januar 2022) auf der Insel Korsika in Frankreich. Sie ist der Hauptort des Kantons Biguglia-Nebbio.

## Geografie
Zu Murato gehören neben der Hauptsiedlung die Dörfer Muratu Sopranu, Muratu Sottanu, Padulaccio, Cucinaja, Albarelle, Couvento, Milelli, Peru, San Giovanne, Costa di a Fornu, Campitale, Castagne, U Mucale, Poggiola und der Weiler Patronale.
Die Gemeinde Murato grenzt im Norden und im Nordosten an Vallecalle, im Osten an Rutali, im Südosten an Scolca, im Süden an Campitello, im Südwesten an Bigorno, im Westen an Piève und im Nordwesten an Rapale.

## Bevölkerungsentwicklung
| Jahr      | 1962 | 1968 | 1975 | 1982 | 1990 | 1999 | 2007 | 2016 |
| --------- | ---- | ---- | ---- | ---- | ---- | ---- | ---- | ---- |
| Einwohner | 534  | 538  | 538  | 533  | 565  | 555  | 592  | 601  |

## Sehenswürdigkeiten
- Evangelische Kirche San Giovanni
- Kirche San Michele de Murato
- Kirche A Nunziata
- Kriegerdenkmal

## Persönlichkeiten
- Joseph Fieschi (1790–1836), Hauptverschwörer des Attentats auf König Louis-Philippe I. von 1835 wurde hier geboren.